# Flauta contralt
La flauta travessera contralt és un tipus de flauta, per tant és un aeròfon i pertany a la família del vent de fusta. La forma pot ser recta o torçada.
Va ser popularitzada per Theobald Boehm i la seva gamma de notes va des del Sol 3 fins al Do#7. En al partitura la seva part s'escriu en clau de sol i, com a instrument transpositor que és, sona una quarta més baixa del que hi ha escrit
A més a més a ser utilitzat a diversos conjunts de flautes i altres tipus d'agrupacions, les flautes contralts són també usades en molts grups de jazz, en contrast amb els saxòfons.